# Perasia strigillaris
Perasia strigillaris là một loài bướm đêm trong họ Noctuidae.